# Comté des Nez-Percés
Le comté des Nez-Percés est un comté des États-Unis situé dans l’État de l'Idaho. En 2000, la population était de 37 410 habitants. Son siège est Lewiston. Le comté a été créé en 1864 et nommé en l'honneur de la tribu amérindienne des Nez-Percés.

## Géolocalisation
| Comté de Whitman, (Washington) | Comté de Latah       | Comté de Clearwater |
| Comté d'Asotin, (Washington)   | Comté des Nez-Percés | Comté de Lewis      |
| Comté de Wallowa, (Oregon)     |                      | Comté d'Idaho       |

## Démographie
| 1870  | 1880  | 1890  | 1900   | 1910   | 1920   |
| ----- | ----- | ----- | ------ | ------ | ------ |
| 1 607 | 3 965 | 2 847 | 13 748 | 24 860 | 15 253 |

| 1930   | 1940   | 1950   | 1960   | 1970   | 1980   |
| ------ | ------ | ------ | ------ | ------ | ------ |
| 17 591 | 18 873 | 22 568 | 27 066 | 30 276 | 33 220 |

| 1990   | 2000   | 2010   | - | - | - |
| ------ | ------ | ------ | - | - | - |
| 33 754 | 37 410 | 39 265 | - | - | - |

## Principales villes
- Culdesac
- Lapwai
- Lewiston
- Peck